# Waama
Waama je pleme zapadno-sudanskih crnaca (Niger-Congo porodica), nastanjeno u beninskoj provinciji Atakora, te jedna manja skupina duž granice s Togom u regiji Sansanne-Mango. Waama ljudi su po kulturi i jeziku najsrodniji susjednom plemenu Natemba. Oni su poglavito sjedilački farmeri, uzgajivači kukuruza, yama, ananasa, banana i kikirikija, za vlastite potrebe, ali se bave i uzgojem kave, pamuka i kakaovca, što ide za izvoz. –Lovom, ribolovom i sakupljanjem oraha i divljega voća dodatno si obogaćuju prehranu. Waama, pa i njihovi susjedi uzgajaju i nešto stoke, ali njihovo meso se ne koristi u prehrani, isto kao ni mlijeko. Od sitne stoke Waame drže ovce i koze, te kokoši i pse. 
Waama muškarcu posao je lov i čišćenje polja i čuvanje stoke. Ženski je zadatak sakupljanje šumskih produkata, i domaći kućanski poslovi, kao što je kuhanje i djeca. U farmerskim i ribarskim poslovima pomažu oba spola.
Trgovina je važna crncu, pa tako i narodu Waama. Trgovinom se bave i muškarci žene. Glavni roba u waama-trgovini su sol, crveni luk, dimljeno ili sušeno meso, riža, ulje i orasi. 
Sela su kompaktna, kuće kružnog oblika, sa zidovima od ćerpiča, odnosno opeka sušenih na suncu. Obitelj je proširena. Svaka lokalna zajednica ima ritualnog vođu, a to je najstariji muškarac iz loze koja je prva zauzela seosko zemljište. Ženidba se vrši posredstvom glava dviju proširenih obitelji, i u vrijeme dok je djevojka još bila u dječjoj dobi. Muškarac često mora raditi na zemlji djevojčinog oca, sve do ženidbe, a ponekad i nakon toga. Nakon što djevojka počne živjeti s mladoženjom, mladoženja mora isplatiti djevojčinu obitelj. 
Poliginiju Waame poznaju, ali svaka žena ima svoju vlastitu kolibu gdje podiže svoju djecu. Prva žena redovito ima i superiorni status glavne.
Većina togoanskih Waama nastavlja živjeti svojim tradicionalnim životom. U religiji postoji obožavanje mnogih bogova (politeizam). Duhove predaka također zazivaju ako se nađu u kakvoj nevolji. 
Danas Waama broje 14,000 u Togou i 82,000 u Beninu.